# John Pundari
Sir John Thomas Pundari, né le 7 janvier 1967 dans les Hautes-Terres de Papouasie-Nouvelle-Guinée,, est un homme d'affaires et homme politique papou-néo-guinéen. Ministre des Finances depuis décembre 2020, il a notamment exercé les fonctions de président du Parlement national de 1997 à 1999, de vice-Premier ministre en 1999, puis de ministre des Affaires étrangères en 2001. Il est le fondateur en mai 1999 du Parti pour l'avancement de la Papouasie-Nouvelle-Guinée (PAPNG), avant de fonder ou de rejoindre divers autres partis dont le Congrès national populaire.

## Biographie
John Pundari est le fils d'une femme autochtone des Hautes-Terres de Nouvelle-Guinée, tombée enceinte d'un missionnaire européen qui ne reconnaît pas l'enfant. Un ouvrier d'une scierie locale épouse alors la jeune femme, et le couple confie l'enfant à la sœur de celle-ci, Theresa Pundari.
Après des études secondaires achevées en 1985, John Pundari est employé de 1986 à 1992 par la branche papou-néo-guinéenne de la Banque nationale d'Australie. Il est élu jeune député au Parlement national lors des élections législatives de 1992. Dans le même temps, il devient entrepreneur. Entre 1994 et 2018, il est propriétaire ou copropriétaire d'au moins vingt-cinq entreprises, dans des domaines aussi variés que le foncier, les taxis, les services de sécurité et l'exportation d'or.
Réélu député en 1997, il est élu président du Parlement le 22 juillet. Il démissionne de ce poste avec fracas le 13 juillet 1999, après avoir publiquement critiqué le gouvernement de Bill Skate. Il accuse notamment le gouvernement Skate d'interférences affectant l'indépendance de l'administration publique et de la police. Fragilisé au Parlement, Skate lui-même démissionne le lendemain. Le nouveau Premier ministre, Mekere Morauta, nomme Pundari vice-Premier ministre et ministre des Femmes, de la Jeunesse et des Églises,,. En décembre, affirmant vouloir mettre fin à une coalition « instable », Morauta limoge Pundari et les autres membres du PAPNG de son gouvernement. Ils réintègrent le gouvernement en avril 2000, mais Pundari n'est plus que ministre des Terres et de la Planification du territoire. Le 17 mai 2001, Morauta le nomme ministre des Affaires étrangères. Fin octobre, Pundari exprime publiquement son désaccord avec Morauta, qui a accepté de placer en détention pour le compte du gouvernement australien des demandeurs d'asile arrivés clandestinement en Australie. Morauta le limoge à nouveau le 31 octobre.
John Pundari perd son siège de député aux élections de 2002 mais le retrouve en 2007. Il est nommé ministre des Mines par le Premier ministre Sir Michael Somare en juillet 2010. Il conserve ce poste jusqu'au 2 août 2011, lorsque le gouvernement perd sa majorité au Parlement. Ayant conservé son sièges aux élections législatives de 2012, il est nommé ministre de l'Environnement et de la Protection de la nature par le Premier ministre Peter O'Neill le 9 août,.
En 2014 il est fait compagnon de l'ordre de Saint-Michel et Saint-Georges. Ayant entamé des études tout en étant ministre, il obtient un diplôme de master en administration commerciale de l'École de commerce Chifley (en) en 2015.
Il conserve son poste de ministre de l'Environnement à l'issue des élections législatives de 2017, remportées par le gouvernement O'Neill, jusqu'à ce que ce gouvernement perde la confiance du Parlement en mai 2019. En juin 2019, il est fait chevalier commandeur de l'ordre de l'Empire britannique,,
En décembre 2020, désormais membre du Parti libéral, il est nommé ministre des Finances et ministre du Développement rural dans le gouvernement de James Marape. Réélu député aux élections de 2022, il entame son sixième mandat, ce qui fait de lui l'un des vétérans du Parlement : Sir Peter Ipatas est également réélu pour un sixième mandat, tandis que Sir Julius Chan, le doyen d'âge du Parlement, est réélu pour un neuvième.